# Dobrosav Krstić
Dobrosav Krstić (Újvidék, 1932. február 5. – 2015. május 3.) olimpiai ezüstérmes szerb labdarúgó, edző.
A jugoszláv válogatott tagjaként részt vett az 1956. évi nyári olimpiai játékokon és az 1958-as világbajnokságon.

## Sikerei, díjai
Jugoszlávia
- Olimpiai ezüstérmes (1): 1956